# 3698 Manning
3698 Manning eller 1984 UA2 är en asteroid i huvudbältet som upptäcktes den 29 oktober 1984 av den amerikanske astronomen Edward L.G. Bowell vid Anderson Mesa Station. Den är uppkallad efter den brittiske astronomen Brian G. W. Manning.
Asteroiden har en diameter på ungefär 6 kilometer.